# HNK Rijeka II
El HNK Rijeka II es un equipo de fútbol de Croacia que milita en la Treća HNL, la tercera división de fútbol en el país.

## Historia
Fue fundado el 4 de junio de 2014 en la ciudad de Split como el principal equipo filial del HNK Rijeka de 11 categorías con las que cuenta el club.
El club fue formado para reemplazar al equipo categoría sub-19 y se integraron a la reorganizada tercera división de Croacia, pero los equipos filiales no son elegibles para jugar en la Prva HNL y solo pueden ascender como máximo a la Druga HNL, así como que los equipos filiales no pueden jugar en la Copa de Croacia.
El equipo filial es el paso final entre la academia de fútbol del HNK Rijeka y el primer equipo, con la promesa a los jugadores entre 18 y 21 años de que 5 de esos jugadores formarán parte del equipo en cada semana entre 21 elegibles.

## Palmarés
- Croatian Championship U-19 (5): 1981, 1987, 1992, 1996, 2014[2][3]
- Yugoslav Cup U-18 (1): 1982[4]
- Croatian Cup U-19 (4): 1992, 1993, 1997, 2007
- Croatian Cup U-17 (1): 1994
- Kvarnerska Rivijera U-20 (Rijeka, Croacia) (18): 1957, 1960, 1964, 1968, 1973, 1975, 1987, 1989, 1992, 1993, 1996, 2001, 2006, 2009, 2010, 2011, 2012, 2014[5]
- Bellinzona U-18 (Bellinzona, Suiza) (3): 1955, 1956, 1965[6]